# Shahrak-e Mojāhedīn
Shahrak-e Mojāhedīn (persiska: شهرک مجاهدین) är en ort i Iran.   Den ligger i provinsen Khuzestan, i den västra delen av landet, 500 km sydväst om huvudstaden Teheran. Shahrak-e Mojāhedīn ligger 62 meter över havet och antalet invånare är 505.
Terrängen runt Shahrak-e Mojāhedīn är platt. Runt Shahrak-e Mojāhedīn är det ganska tätbefolkat, med 144 invånare per kvadratkilometer. Närmaste större samhälle är Shahīd Chamrān, 14,2 km norr om Shahrak-e Mojāhedīn. Trakten runt Shahrak-e Mojāhedīn är ofruktbar med lite eller ingen växtlighet.